# Cooperació reforçada
La cooperació reforçada és una llei de procediment legislatiu de la Unió Europea. Es refereix a un instrument jurídic europeu (una directiva o reglament) que no s'aplica als vint-i-vuit Estats membres, sinó solament aquells per entre ells que ho desitgin. Està establert pel Tractat d'Amsterdam el 1997. Es porta a terme per primera vegada sobre el divorci internacional el 2010.

## Institucionalització
Els acords entre els Estats membres per aprofundir la integració europea ja existia fora de les institucions comunitàries, els acords intergovernamentals entre els Estats europeus. Això va permetre adoptar normes comunes sense passar per l'oposició d'alguns estats en el Consell de Ministres. La introducció del procediment de cooperació reforçada permet el desenvolupament d'aquestes normes dintre de les institucions de la Unió Europea i d'integrar-se en la legislació comunitària.
Les modalitats d'aquesta cooperació s'han definit al títol VII del Tractat de la Unió Europea. L'ús de la cooperació reforçada és possible en els àmbits coberts pel Tractat constitutiu de la Comunitat Europea, així com a la cooperació policíaca i judicial en matèria penal.
El Tractat d'Amsterdam ha afegit inclòs el concepte d'«integració diferenciada» entre els diferents Estats membres, l'addició de tres articles del Tractat de Maastricht (articles 43 a 45).
Per evitar la creació d'una Europa de diverses velocitats, s'han planificat les restriccions. El procediment de cooperació reforçada només pot tenir lloc si tots els recursos han estat jutjats i si respecta el cabal comunitari. Només pot portar-se a terme almenys nou Estats membres participen, i totes les formes de cooperació ha de romandre oberta a la incorporació de nous participants en el grup, per així crear un efecte dominó.
La política monetària comuna, amb la introducció de la moneda única segueix clarament aquesta filosofia, però no entren formalment a la cooperació reforçada.

## Base jurídica
Des de l'entrada en vigor del Tractat de Lisboa l'1 de desembre de 2009, la cooperació reforçada es consagra a l'article 20 del Tractat de la Unió Europea.
| «                                                         | Els Estats membres que desitgin instaurar entre si una cooperació reforçada en el marc de les competències no exclusives de la Unió podran utilitzar les institucions d'aquesta i exercir aquestes competències aplicant les disposicions pertinents dels Tractats, dintre dels límits i d'acord amb les modalitats previstes al present article i als articles 326 a 334 del Tractat de Funcionament de la Unió Europea. La finalitat de les cooperacions reforçades serà impulsar els objectius de la Unió, protegir els seus interessos i reforçar el seu procés d'integració. Les cooperacions reforçades estaran obertes permanentment a tots els Estats membres, de conformitat amb l'article 328 del Tractat de Funcionament de la Unió Europea. | » |
| — Tractat de la Unió Europea, paràgraf 1 de l'article 20. | |   |

## Implementació
La cooperació reforçada s'implementa per primera vegada el 2010 per harmonitzar el procediment aplicable en cas de conflicte en matèria matrimonial, especialment en el cas d'un divorci. No es tracta de crear un procediment de divorci comú, solament per determinar quina llei nacional s'aplica als divorcis internacionals, per exemple, un divorci entre cònjuges de diferent nacionalitat o entre cònjuges resident en un Estat distint d'aquell del que són nadius.
Un projecte de llei que s'hagués aplicat a tots els Estats membres ja havia estat presentada per la Comissió Europea des del 17 de juliol de 2006, però la seva adopció va ser blocada per Suècia, que es va negar a tota harmonització en aquesta matèria i va aplicar sistemàticament la seva llei interna. Amb data 25 de juliol de 2010 nou Estats membres: Àustria, Espanya, França, Grècia, Hongria, Itàlia, Luxemburg, Romania i Eslovènia, decideixen actuar en el marc de la cooperació reforçada.

El 24 de març de 2010, la Comissió Europea va presentar una proposta en aquest sentit. La regulació proposada és concedir una més gran autonomia a les parelles internacionals que desitgin separar-se, el que els permet escollir la llei aplicable al divorci a ells pròpiament. En cas de desacord entre els cònjuges, el text estableix un mètode comú perquè els tribunals dels diferents Estats membres determinin quin d'ells és competent.
| «                                             | Article 3: la Proposta pretén augmentar la flexibilitat dels cònjuges en permetre'ls escollir la llei aplicable al divorci i a la separació judicial. Poden escollir-se únicament aquelles que tenen una vinculació estreta amb els cònjuges a causa de la seva residència habitual, a la seva última residència habitual comuna, si un dels cònjuges continua residint allà, a la nacionalitat d'un dels cònjuges o a la llei del fòrum. Article 4 : A falta d'elecció realitzada de conformitat amb l'article 3, el divorci i la separació estan subjectes a la llei de l'Estat: el fet que aquesta norma estigui basada en primer lloc en la residència habitual dels cònjuges i, si no n'hi ha, en la seva última residència habitual si un d'ells resideix encara allà, implicarà, en la gran majoria dels casos, l'aplicació de la llei de l'òrgan jurisdiccional davant del que es va interposar la demanda (encara que no sempre, en particular, quan un dels cònjuges retorna al seu Estat d'origen i recorre en el mencionat Estat a un òrgan jurisdiccional en correspondència amb les normes de competència establertes pel Reglament (CE) núm. 2201/2003). Els casos d'aplicació d'una llei estrangera seran, per tant, limitats. | » |
| — Proposta de la Comissió, 24 de març de 2010 | |   |

El 4 de juny de 2010, catorze Estats membres –Àustria, Bèlgica, Bulgària, França, Hongria, Itàlia, Letònia, Luxemburg, Malta, Portugal, Romania i Eslovènia–, finalment van decidir aprovar el projecte del reglament. La cooperació reforçada va ser aprovada pel Parlament Europeu el 16 de juny de 2010, i pel Consell de Ministres, que representa als Estats membres el 12 de juliol de 2010.
El procediment de cooperació reforçada ha complert el seu propòsit: que permetia als Estats membres que desitjaven superar el vet de Suècia i l'aprofundiment de la integració europea, encara que sigui mínimament, en l'àmbit de la justícia. Mentre que nou països van mostrar interès en aquest sistema el 2008, van ser catorze definitivament els que ho van aprovar el 2010.